# Giro di Romagna 1957
Il Giro di Romagna 1957, trentatreesima edizione della corsa, si svolse il 4 agosto 1957 su un percorso di 275 km. La vittoria fu appannaggio dell'italiano Ercole Baldini, che completò il percorso in 7h15'22", precedendo i connazionali Guido Boni e Angelo Conterno.

## Ordine d'arrivo (Top 10)
| Pos. | Corridore                         | Squadra    | Tempo    |
| ---- | --------------------------------- | ---------- | -------- |
| 1    | Ercole Baldini                    | Legnano    | 7h15'22" |
| 2    | Guido Boni                        | Bottecchia | s.t.     |
| 3    | Angelo Conterno                   | Bianchi    | s.t.     |
| 4    | Roberto Falaschi                  | Atala      | s.t.     |
| 5    | Tranquillo Scudellaro             | Torpado    | s.t.     |
| 6    | Giancarlo Astrua/Alfredo Sabbadin | ?          | s.t.     |
| 7    | Pierino Baffi/Alfredo Sabbadin    | ?          | s.t.     |
| 8    | Enzo Tosi/Pierino Baffi           | ?          | s.t.     |
| 9    | Angelo Coletto/Mario Tosato       | ?          | s.t.     |
| 10   | Agostino Coletto/Mario Dante      | ?          | s.t.     |